# Pawel Popow (Badminton)
Pawel Popow (* 17. Januar 1976; russisch Павел Попов, englisch Pavel Popov) ist ein russischer Badmintonspieler, der im Parabadminton in den Startklassen WH1, WH1/2 an den Start geht und bei Welt- und Europameisterschaften Medaillen errang.

## Karriere
Bei der Weltmeisterschaft 2011 in Guatemala-Stadt schied Popow im Achtelfinale gegen den Spanier Roberto Galdos mit 20:22, 21:14, 12:21 aus. Im Doppel spielte er mit seinem Landsmann Juri Stepanow und verlor im Halbfinale gegen die späteren Weltmeister, das türkisch-deutsche Duo Avni Kertmen/Thomas Wandschneider, mit 9:21, 9:21. Popow und Stepanow errangen somit wie Alexander Polstjankin und David Toupé die Bronzemedaille.
Bei der Europameisterschaft 2012 in Dortmund verlor Popow das Halbfinale mit 6:21, 13:21 gegen den Franzosen David Toupé und behielt somit wie der Spanier Javier Fernández die Bronzemedaille. Im Doppel, das er erneut mit Stepanow spielte, schied er wie bei der Weltmeisterschaft zuvor gegen Kertmen/Wandschneider aus, dieses Mal mit 4:21, 15:21. Wie der Franzose Sebastien Martin und der Deutsche Young-Chin Mi errangen Popow/Stepanow die Bronzemedaille.
Bei der Weltmeisterschaft 2013 in Dortmund schied Popow im Achtelfinale gegen den späteren Weltmeister Lee Sam-seop aus der Republik Korea mit 7:21, 9:21 aus. Im Doppel spielte wie zuvor mit Stepanow und verlor im Halbfinale gegen den Türken Avni Kertmen und Lee Sam-seop, mit 17:21, 21:19, 11:21. Popow und Stepanow errangen somit wie die beiden Japaner Osamu Nagashima und Seiji Yamami die Bronzemedaille.
Bei der Europameisterschaft 2014 in Los Narejos verlor Popow das Viertelfinale, das in der bis zu 35 Grad Celsius warmen Halle ausgetragen wurde, mit 21:15, 8:21, 12:21 gegen den Deutschen Young-Chin Mi. Im Doppel mit Stepanow schieden sie im Viertelfinale mit 13:21, 11:21 gegen die Engländer Connor Dua-Harper und David Follett aus. Erstmals spielte Popow zudem im Mixed, mit der Russin Lilija Prokofjewa. Im Viertelfinale verloren die beiden gegen David Toupé und die Schweizerin Sonja Häsler mit 10:21, 14:21.
Bei der Weltmeisterschaft 2015 in Aylesbury schied Popow in der ersten Runde des K.-o.-Systems (Sechzehntelfinale) gegen den Inder Suresh Kumar Karki mit 20:22, 21:10, 17:21 aus. Im Doppel schied er mit Stepwanow im Achtelfinale den Hongkonger Chan Ho Yuen und den Japaner Osamu Nagashima mit 9:21, 6:21 aus. Das Mixed bestritt er wie bei der Europameisterschaft zuvor mit Lilija Prokofjewa, sie schieden mit drei Niederlagen in der Gruppenphase aus.
Bei der Europameisterschaft 2016 in Beek verlor Popow das Viertelfinale mit 19:21, 7:21 gegen den Engländer Connor Dua-Harper. Im Doppel mit Stepanow schieden sie im Halbfinale mit 9:21, 8:21 gegen die Europameister Connor Dua-Harper und Thomas Wandschneider aus. Die Bronzemedaille ging zudem an die Deutschen David Holz und Young-Chin Mi. Im Mixed spielte Popow mit Prokofjewa. Beim ersten Gruppenspiel gegen das Duo Jakub Tomasz Sikorski (Tschechische Republik) und Henriett Koósz (Österreich) war das russische Duo favorisiert, Popow/Prokofjewa verlor jedoch mit 19:21, 21:12, 18:21. Auch das zweite Spiel gegen David Toupé und den Türken Narin Uluç wurde mit 14:21, 12:21 verloren.
Bei der Weltmeisterschaft 2017 in Ulsan schied Popow in der Gruppenphase mit zwei Niederlagen aus. Im Doppel spielte er erstmals mit dem Macauer Chi Keong Ip, sie verloren alle drei Gruppenspiele. Auch im Mixed hatte er mit seiner Landsfrau Tatjana Gurejewa eine neue Spielpartnerin. Im Viertelfinale schieden sie gegen das Duo Jungjun Kim/Jung Kum Kang aus der Republik Korea mit 8:21, 12:21 aus.
Bei der Europameisterschaft 2018 in Rodez schied Popow mit einem Sieg gegen Lukáš Šembera und zwei Niederlagen aus der Gruppenphase aus. Das Doppel spielte er mit Stepanow, sie verloren das Viertelfinale gegen den Israeli Amir Levi und den Franzosen David Toupé mit 11:21, 5:21. Im Mixed startete Popow nicht.